# NGC 5213
NGC 5213 is een balkspiraalstelsel in het sterrenbeeld Maagd. Het hemelobject werd op 30 april 1864 ontdekt door de Duitse astronoom Albert Marth.

## Synoniemen
- UGC 8552
- MCG 1-35-8
- ZWG 45.28
- VV 18
- IRAS 13321+0423
- PGC 47842